# Cristian Lema
Cristian Franco Lema (ur. 24 marca 1990 w Puerto Madryn) – argentyński piłkarz występujący na pozycji środkowego obrońcy, od 2024 roku zawodnik Boca Juniors.